# Mořic Anhaltsko-Desavský
Mořic Anhaltsko-Desavský (31. října 1712, Dessau – 11. dubna 1760, tamtéž) byl pruský polní maršál z rodu Askánců.

## Život
Narodil se jako syn anhaltsko-desavského knížete Leopolda I. Anhaltsko-Desavského a Anny Luisy Föhsové, dcery lékárníka, která byla proti vůli anhaltské aristokracie povýšena do šlechtického stavu.

V roce 1725 vstoupil do pruské armády a zařadil se mezi dobrovolníky, kteří byli vysláni do války o polské následnictví. Po účasti v první slezské válce, jež byla součástí války o rakouské dědictví, se fenomenálně vyznamenal ve druhé slezské válce a to zejména v bitvě u Kesseldorfu, kde dovedl levé armádní křídlo k vítězství. O dva dny později 17. prosince 1745 mu byl za zásluhy ve válce udělen rytířský Řád černé orlice. Po válce byl Mořicovi Fridrichem II. Velikým přidělen úkol kolonizovat oblasti Poodří a Pomořan. V roce 1751 založil město Morzyczyn u polského jezera Miedwie. O rok později byl jmenován guvernérem Kostřína a Drezdenka.

Během sedmileté války se vyznamenal v bitvách u Kolína, Leuthenu, Srbínova a Hochkirchu. Jeho prvním významným úspěchem bylo roku 1756 odražení saského vojska, jeho následná transformace na vojsko pruské a v neposlední řadě obsazení wittemberské pevnosti. V bitvě u Kolína došlo k vzájemné roztržce mezi Mořicem a pruským králem Fridrichem II. Velikým. Nezdařilý výsledek bitvy si Mořic dával za vinu (zejm. nezabránění postupu jednotek pruského generála Christopha Hermanna von Mansteina). Však za úspěch pruské armády u Leuthenu byl povýšen na polního maršála. Stejný titul drželi také jeho bratři Leopold II. Maxmilián Anhaltsko-Desavský a Dětrich Anhaltsko-Desavský.

Bitva u Hochkirchu, svedená 14. října 1758, byla jeho poslední. Společně se skotsko-pruským polním maršálem James Keith se neúspěšně snažili králi bitvu vymluvit. Důvodem bylo místo konání bitvy, které se jevilo pro pruské vojsko velmi netaktické. Během nočního přepadení pruské základy byl Mořic nepřítelem zajat. Po neléčeném zranění ve válečném zajetí dostal otravu krve, která mu byla po skončení války a vydání ze zajetí osudná. Zemřel v rodném Dessau 11. dubna 1760.

## Zajímavosti
- V londýnských královských sbírkách je uložena grafika švýcarského rytce Matthäuse Meriana zobrazující anhaltsko-desavského knížete Leopolda I. Anhaltsko-Desavského se svými syny Leopoldem II. Maxmiliánem Anhaltsko-Desavským a Mořicem Anhaltsko-Desavským.